# Буфало (Минесота)
Буфало (енгл. Buffalo) град је у америчкој савезној држави Минесота.

## Демографија
По попису из 2010. године број становника је 15.453, што је 5.356 (53,0%) становника више него 2000. године.
| Група             | 2000.         | 2010.          |
| Белци             | 9.701 (96,1%) | 14.433 (93,4%) |
| Афроамериканци    | 53 (0,5%)     | 120 (0,8%)     |
| Азијати           | 68 (0,7%)     | 138 (0,9%)     |
| Хиспаноамериканци | 112 (1,1%)    | 428 (2,8%)     |
| Укупно            | 10.097        | 15.453         |